# Antropologia religii

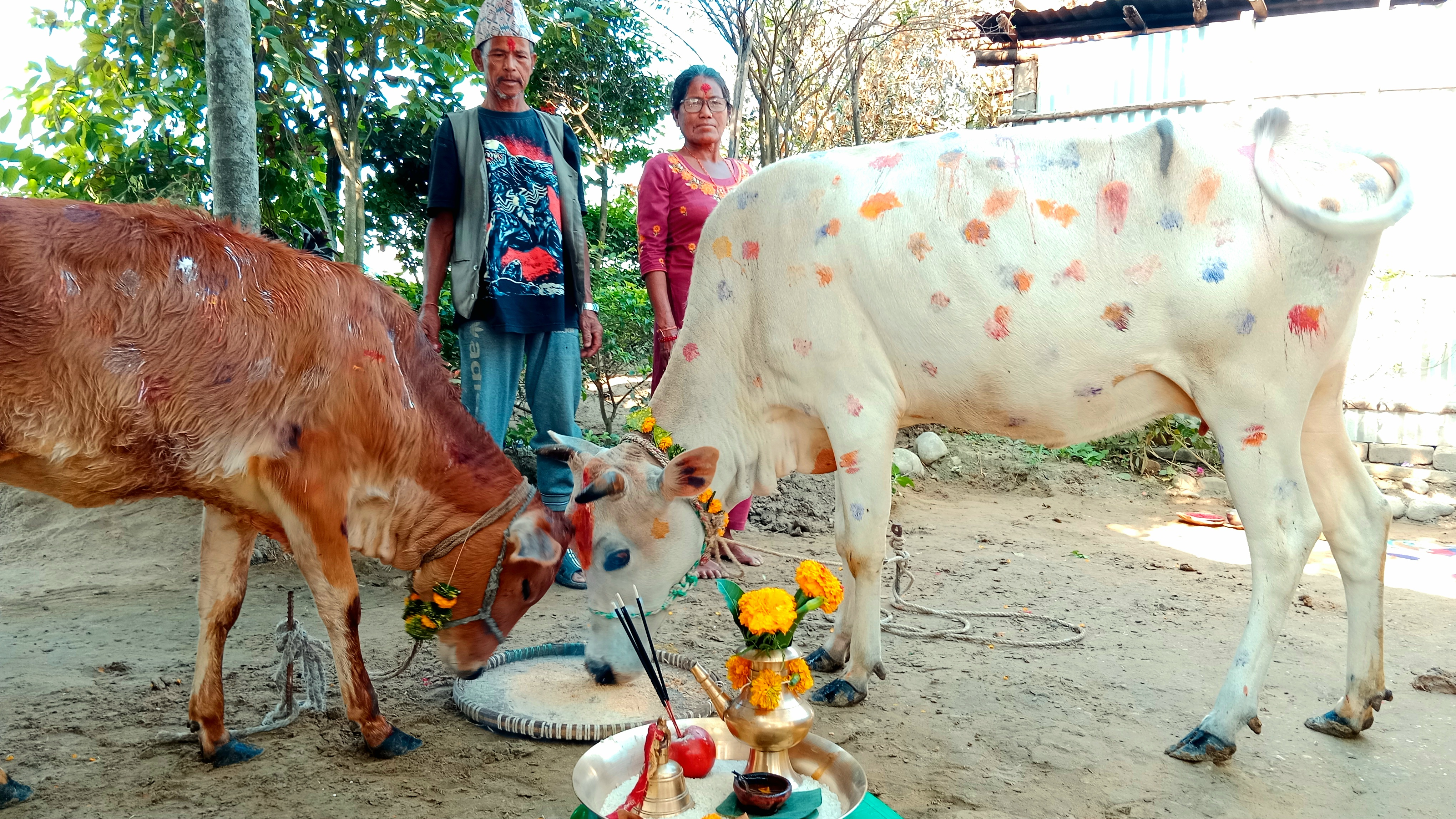
Święte krowy w Nepalu

Antropologia religii – dział antropologii kulturowej zajmujący się zależnością między cechami społeczeństw, a wyznawaną przez nie religią. Często mylona jest z antropologią religijną.
Jedną z bardziej aktywnych uczonych na polu antropologii religii w XX w. była zmarła w 2007 r. w wieku 86 lat Brytyjka Mary Douglas, profesor najstarszej londyńskiej uczelni University College. Należała do szkoły, zwanej „antropologiczną nowoczesnością” (Antropologiacal modernism), której inicjatorem był Bronisław Malinowski, prof. londyńskiej School of Economics. W Polsce antropologią religii zajmował się m.in. prof. Andrzej Wierciński. W jego zainteresowania wchodziła m.in. analiza rozwoju świadomości religijnej człowieka. Według niego dokonywał się on według następujących etapów:
1. magiczno-religijny
2. filozoficzny
3. naukowy („in statu nascendi”)[2].